# بورمحلة (دابوي الجنوبي)
بورمحلة (بالفارسية: بورمحله) هي قرية تقع في إيران في قسم دابوي الجنوبی الريفي. يقدر عدد سكانها بـ 255 نسمة بحسب إحصاء 2016.